# 水上インターチェンジ
水上インターチェンジ（みなかみインターチェンジ）は、群馬県利根郡みなかみ町小仁田にある、関越自動車道のインターチェンジ。
ICの名称は合併前の旧水上町に因るものである。
このICを境に関越道の管轄は南側が東日本高速道路株式会社関東支社、北側が新潟支社となっており、当ICは新潟支社の管轄である。
IC内の新潟方面からの出口ランプと東京方面への入口ランプが平面交差しており、交差点に信号機が設置されている。

## 道路
- E17 関越自動車道（15番）

関越道の当IC - 湯沢IC間は、長大トンネルである関越トンネルを通過するため、危険物積載車両の通行が禁止されている。下り線はここがトンネル前最後のICとなるため、該当車両は必ず関越道から流出しなければならない。接続道路である国道291号は新潟・群馬の県境付近が上越国境の山岳地帯（清水峠）にあたり車両通行不能であるため、両県相互間を通る該当車両は月夜野ICから湯沢ICまで国道17号の三国峠を通行することになる。

## 接続する道路
- 国道291号

## 料金所
- ブース数：4

### 入口
- ブース数：2
  - ETC専用：1
  - 一般：1

### 出口
- ブース数：2
  - ETC専用：1
  - 一般：1

## 周辺
- 水上温泉
- 谷川岳
- 水上駅
- 上牧駅
- スキー場
  - 水上宝台樹スキー場
  - 水上高原スキーリゾート
  - 谷川岳天神平スキー場
  - 奥利根スノーパーク
  - ノルン水上スキー場　他
- 矢木沢ダム (奥利根湖)
- 藤原ダム (藤原湖)

## 隣
E17 関越自動車道
(14)月夜野IC - 下牧PA - (15)水上IC - 谷川岳PA - 関越TN - 土樽PA - (16)湯沢IC